# Liste von Filmen über die tibetische Kultur
Diese Liste enthält Filme über die tibetische Kultur und Religion innerhalb und außerhalb von Tibet.

## Filme
| Jahr | Titel                                                        | Regisseur           | Produktionsland                            | Bemerkungen                                                                                            |
| ---- | ------------------------------------------------------------ | ------------------- | ------------------------------------------ | --- |
| 1937 | In den Fesseln von Shangri-La                                | Frank Capra         | USA                                        | Fantasie-Tibet                                                                                         |
| 1943 | Geheimnis Tibet                                              | Ernst Schäfer       | Deutschland                                | Dokumentarfilm über deutsche Expedition nach Tibet 1937/1938                                           |
| 1952 | Sturm über Tibet                                             | Andrew Mortan       | USA                                        | über Himalaya                                                                                          |
| 1956 | Sieben Jahre in Tibet                                        | Hans Nieter         | Großbritannien                             | Dokumentarfilm nach dem gleichnamigen Erlebnisbuch von Heinrich Harrer                                 |
| 1973 | Der verlorene Horizont                                       | Charles Jarrott     | USA                                        | Fantasie-Tibet                                                                                         |
| 1993 | Little Buddha                                                | Bernardo Bertolucci | USA                                        | über Reinkarnation                                                                                     |
| 1996 | Die Herausforderung / The Quest                              |                     | USA                                        | |
| 1997 | Kundun                                                       |                     | USA                                        | Spielfilm über das Leben des Dalai Lama                                                                |
| 1997 | Sieben Jahre in Tibet                                        | Jean-Jacques Annaud | USA                                        | nach dem Buch von Heinrich Harrer                                                                      |
| 1998 | Spiel der Götter. Als Buddha den Fußball entdeckte / The Cup |                     |                                            | über Jungen in einem tibetischen Kloster, die sich für die Fußballweltmeisterschaft 1998 interessieren |
| 1999 | Himalaya – Die Kindheit eines Karawanenführers               |                     | Frankreich, Nepal, Schweiz, Großbritannien | |
| 2007 | Lebende Buddhas. Götter von Tibet                            |                     |                                            | |
| 2008 | Yeti                                                         |                     |                                            | im Himalya                                                                                             |
| 2013 | Ein Bild für die Ewigkeit                                    | Hu Wei              | Frankreich, China                          | Kurzfilm 15 Minuten                                                                                    |
| 2015 | Looking for Rohmer                                           | Chao Wang           | Frankreich, China                          | |
| 2016 | Pawo                                                         |                     |                                            | |
| 2024 | Weisheit des Glücks / Wisdom of Happiness                    |                     |                                            | über den Dalai Lama                                                                                    |
| 2024 | Shambhala                                                    |                     |                                            | |